# Stole
«Stole» es una canción de la cantante estadounidense Kelly Rowland. Fue escrito y coproducido por Dane Deviller, Sean Hosein y Kipner Steve y grabó para el álbum en solitario de Rowland Simply Deep (2002). En general fue bien recibido por los críticos de la música, las letras de la canción narra tres escenarios diferentes con los jóvenes, cuyas vidas se ven drásticamente cambiado por las secuelas de un suicida y un tiroteo en la escuela.
La grabación fue lanzado como primer sencillo del álbum en Australia y América del Norte en octubre de 2002 y en otra parte, en enero de 2003, tras el éxito mundial de "Dilemma", canción número uno con la colaboración del rapero Nelly. Logró entrar al top veinte en la mayoría de las lista musicales a nivel mundial, alcanzando el top cinco en Australia, Irlanda, Nueva Zelanda y Reino Unido, convirtiéndose en su tercer sencillo de mayor éxito internacional, detrás de "Dilemma" y "When Love Takes Over". "Stole" también es su cuarto mejor sencillo, detrás de "Dilemma", "Motivation" y "Here We Go". Un video musical fue filmado por el director marroquí Sanaa Hamri.

## Antecedentes
Durante la grabación de su tercer disco, Survivor (2001), Destiny's Child anunció que los miembros del grupo se disolvería por un período corto para producir discos como solista en los próximos años, que esperaban que aumentar el interés de Destiny's Child. Con diferentes tipos de música para cada miembro a producir, Rowland y sus compañeros de banda Beyoncé Knowles y Michelle Williams no tenían la intención de competir en las listas, y por lo tanto, la gestión de Destiny's Child estratégicamente planeado para escalonar cada año álbum de cada miembro. Si bien Michelle Williams fue la primera en lanzar un álbum de debut en solitario, Heart to Yours, en abril de 2002, el inesperado éxito de la colaboración de Rowland con el rapero Nelly en la canción "Dilemma" causó que la disquera adelantara la fecha de lanzamiento de su álbum debut como solista, Simply Deep, a fines de 2002, reemplazándolo con el debut en solitario de Knowles Dangerously in Love (2003). Como resultado de ello, Rowland se pidió a correr la grabación del álbum en las tres semanas que hacer, y como no quedaba tiempo para producir material nuevo, fueron seleccionada demos de Sony Music.

### Compsición
«Stole» es una canción pop a medio tiempo realiza con un groove lento, que incorpora elementos del rock y la música pop urbano. Está compuesta en la tonalidad de Do mayor, y está en el tiempo común a los noventa y seis pulsaciones por minuto. La canción está escrita en verso-estribillo común forma y cuenta con cuatro instrumentos: guitarra eléctrica, batería, guitarra y teclados. El rango vocal de Rowland abarca cerca de dos octavas, ella realiza su tono más alto (D5) durante el coro, y su tono más bajo (E3) al principio de los versos.

## Video musical
El video musical de "Stole" fue filmado por el director marroquí Sanaa Hamri y producida por Melissa Larsen por Anonymous Content. En el clip, Rowland se ve actuando como un carácter no visto cantar a la audiencia al explicar lo que está pasando. La primera escena es de un joven de levantarse para ir a la escuela, entonces él se va para abajo a ver a su hermana y su madre angustiada con un ojo negro, que obviamente había sido golpeado por su padre. Completamente deprimido, va a la escuela, entra al baño y se dispara a sí mismo. Otra secuencia del video muestra a una chica va a una cita médica y la canción explica que ella está embarazada. Luego vemos un grupo de jóvenes en una cancha de baloncesto, un niño en particular que, como explica Rowland, soñaba con ser una estrella del baloncesto.

## Rendimiento comercial
La canción fue lanzada inicialmente en los Estados Unidos en septiembre de 2002 una vez que la popularidad de "Dilemma", comenzó a desvanecerse. El 28 de septiembre de 2002, la canción debutó en el número setenta y seis en el Billboard Hot 100. Tomó otros nueve semanas hasta que el sencillo alcanzó su posición máxima en número veintisiete del 30 de noviembre de 2002. Seguiría siendo más alta de gráficos Rowland solo como solista principal en el Hot 100 EE. UU. hasta el lanzamiento "Motivation" en 2011. 
En Noruega, se convirtió en el segundo más alto de Rowand como artista en solitario, debutando en la décima posición y alcanzando el número seis lugar la próxima semana, y permanecer en el gráfico durante nueve semanas. En Suiza, el sencillo debutó el 9 de febrero de 2003 en el número veinte y cuatro años, la próxima semana saltó a la duodécima posición, alcanzando una posición máxima de nueve para una semana, y que permanece sobre la tabla durante quince semanas.

## Posicionamiento en listas
| Listas (2002-2003)                          | Máxima posición |
| ------------------------------------------- | --------------- |
| Alemania (Offizielle Deutsche Charts)       | 15              |
| Australia (ARIA)                            | 2               |
| Austria (Ö3 Austria Top 40)                 | 24              |
| Bélgica (Flandes) (Ultratop 50)             | 17              |
| Bélgica (Valonia) (Ultratip Bubbling Under) | 1               |
| Dinamarca (Tracklisten)                     | 7               |
| Estados Unidos (Billboard Hot 100)          | 27              |
| Estados Unidos (Mainstream Top 40)          | 9               |
| Estados Unidos (Hot R&B/Hip-Hop Songs)      | 54              |
| Estados Unidos (Rhythmic)                   | 21              |
| Finlandia (OFC)                             | 11              |
| Francia (SNEP)                              | 53              |
| Irlanda (IRMA)                              | 3               |
| Italia (FIMI)                               | 12              |
| Nueva Zelanda (Recorded Music NZ)           | 3               |
| Noruega (VG-lista)                          | 6               |
| Países Bajos (Mega Single Top 100)          | 10              |
| Reino Unido (UK Singles Chart)              | 2               |
| Reino Unido (UK R&B Chart)                  | 1               |
| Suecia (Sverigetopplistan)                  | 14              |
| Suiza (Schweizer Hitparade)                 | 9               |